# Hal Barwood
Hal Barwood (Hanover, ...) è un autore di videogiochi e sceneggiatore statunitense.

## Biografia
Nato nel New Hampshire, Barwood ha studiato arte alla Brown University e più tardi ha frequentato la Scuola di Cinema e Televisione della University of Southern California, dove incontrò futuri registi quali George Lucas, John Milius e Robert Zemeckis, diventando loro amico.
Sotto il profilo professionale, i suoi inizi furono legati a Steven Spielberg e al mondo del cinema: nel 1974 scrisse, insieme a Matthew Robbins, la sceneggiatura del primo film per il grande schermo del regista, Sugarland Express; la pellicola partecipò in concorso al Festival di Cannes 1974, dove Barwood e Robbins vinsero il Prix du scénario per la migliore sceneggiatura.. Dopo aver scritto insieme a Robbins la sceneggiatura di The Bingo Long Traveling All-Stars & Motor Kings (1976), nel 1977 Barwood collaborò, seppur non accreditato, alla stesura del copione di Incontri ravvicinati del terzo tipo, anch'esso diretto da Spielberg. Negli anni seguenti Barwood tornò a collaborare con Matthew Robbins, scrivendo con lui le sceneggiature di MacArthur il generale ribelle (1977, di Joseph Sargent), L'estate della Corvette (1978) e Il drago del lago di fuoco (1981), questi ultimi due diretti dallo stesso Robbins.  Nel 1985 si è cimentato per la prima e unica volta come regista, con il film Allarme rosso.
Negli anni novanta cominciò a lavorare nel mondo dei videogiochi, entrando a far parte del team della LucasArts, la casa di produzione creata da George Lucas. Nel 1992 esce il suo primo lavoro, l'avventura grafica Indiana Jones and the Fate of Atlantis: Barwood è il direttore del progetto, di cui scrive anche la sceneggiatura in collaborazione con Noah Falstein. Il gioco viene ancora oggi riconosciuto come un capolavoro sia da parte della critica che del pubblico. Dopo aver creato due desktop games (Indiana Jones and His Desktop Adventures e Star Wars: Yoda Stories),  si dedicò al genere action adventure: nel 1999 fu pubblicato Indiana Jones e la macchina infernale, di cui cura design e sceneggiatura. Nel 2003, infine, vide la luce RTX: Red Rock, gioco d'azione di ambientazione fantascientifica che però risultò essere un flop: poco dopo la sua uscita Barwood lasciò la LucasArts per diventare un free-lance.
Barwood è tornato così a dedicarsi al genere che lo aveva lanciato nei videogiochi, l'avventura grafica. Nel 2009 è apparso Mata Hari, sviluppato e prodotto dalla software house tedesca Anaconda/DTP: il gioco è stato scritto e diretto da Barwood, che per l'occasione è tornato a fare coppia con Noah Falstein.

## Filmografia
- Sugarland Express (1974), soggetto e sceneggiatura
- The Bingo Long Traveling All-Stars & Motor Kings (1976), sceneggiatura
- Incontri ravvicinati del terzo tipo (1977), sceneggiatura (non accreditato)
- MacArthur il generale ribelle (1977), sceneggiatura
- L'estate della corvette (1978), sceneggiatura e produzione
- Il drago del lago di fuoco (1981), sceneggiatura e produzione
- Allarme rosso (1985), sceneggiatura, regia e produzione

## Videogiochi
- Indiana Jones and the Fate of Atlantis (1992), capo progetto e sceneggiatura
- Big Sky Trooper (1995), capo progetto e design
- Indiana Jones e la macchina infernale (1999), sceneggiatura e design
- RTX: Red Rock (2003), sceneggiatura e design
- Mata Hari (2009), sceneggiatura e design